# Kid Paddle
Kid Paddle è una serie televisiva animata francese-canadese-belga del 2003, creata da Midam.
Tratta dall'omonimo fumetto belga, la serie è stata trasmessa per la prima volta in Francia su M6 e Canal J dal 1º settembre 2003 al 15 gennaio 2006, per un totale di 104 episodi ripartiti su due stagioni. In Italia la serie è stata trasmessa su RaiSat Ragazzi dal 3 gennaio 2005.

## Trama
La serie è incentrata su un giovane ragazzo di nome Kid Paddle, appassionato di videogiochi, accompagnato dai suoi due amici Horace e Big Bang.

## Personaggi e doppiatori

### Personaggi principali
- Kid Paddle, voce originale di Nathalie Bienaimé, italiana di Gaia Bolognesi.

Ha dieci anni e gioca continuamente ai video giochi o disegna. Si diverte con gli amici a fare esperimenti e a distruggere le bambole di sua sorella Carole.
- Big Bang, voce originale di Vincent de Bouard, italiana di Maria Pia Iannuzzi.

Uno dei migliori amici di Kid. Crea invenzioni con le quali spesso si caccia nei guai. È innamorato di Ocean la migliore amica di Carole.
- Horace, voce originale di Dorothée Pousséo, italiana di Milvia Bonacini.

L'amico infantile di Kid e Big Bang. Si diverte a fare i campionati di cavallo a dondolo e gioca con il videogioco Rikiki (è il suo gioco preferito) che è una buffa anatra.
- Signor Paddle, voce originale di Pierre-François Pistorio.

- Carole Paddle, voce originale di Caroline Lallau.

La secondogenita di famiglia Paddle, adora le bambole e odia suo fratello che la tormenta.
- Max, voce originale di Mélody Dubos e Nathalie Bienaimé.
- Nonno Paddle, voce originale di Pierre-François Pistorio.

### Personaggi ricorrenti
- Ocean, voce italiana di Patrizia Salerno.

La migliore amica di Carole. Anche lei è appassionata di bambole.
- Amandin, voce italiana di Patrizia Salerno.
- Mirador, voce originale di Pierre-François Pistorio.

## Episodi
1. Moteur, action... coupez...
2. C'est pas dans la poche
3. Menace arachnide*
4. Hacker sans peur*
5. Les évadés de la colonie*
6. Megalloween
7. Votez Paddle
8. Lapin garou*
9. Ça tourne
10. Dent pour dent
11. Blork & Gore
12. Méduse beach*
13. Record maximum*
14. Alien TV
15. Blork surprise
16. Le train train fantôme*
17. Retraite vers le futur
18. L'invasion des robots
19. Mission quasiment impossible*
20. Opération tonnerre de profs
21. Remue méninge
22. Duel à Blork Barbarian
23. Brouhaha
24. Le championnat
25. Kid karate
26. Virus.com
27. Ping Pong
28. Faux-jeton
29. L'étrange Noël de Monsieur Paddle
30. Le secret de Max
31. Le réveil de la momie
32. Jurassic noeunoeuf*
33. Les fausses dents de la mer
34. La vie en bleu
35. Disekator contre les Blorks
36. La famille idéale
37. Mise en boîte
38. Mister Crypt le ténébreux
39. Monstrodindor
40. Chirurgie plastique
41. Yéti y es-tu ?
42. Radar loup garou
43. Mr Rick Icky
44. L'hôpital des zombies
45. Poux… ah !
46. Histoire à dormir debout
47. Vice versa
48. Pustulator
49. Super Paddle
50. La nuit des météores
51. Horace fait le clône
52. Piranha
53. Au feu d'la rampe
54. Le triangle des Bermudas
55. Comme chien et chat
56. Les femelles humanoïdes
57. Modèles réduits
58. Joystick superstar
59. Moucha mutantus *
60. La visite médicale
61. Un truc de filles
62. Drôle de rencontre
63. Catastrophe virtuelle
64. Le cercle des joysticks disparus
65. Kimitomo
66. Touche pas à mon City Game
67. Fan 2
68. Tripatouillages génétiques **
69. Pauvre Carole
70. Horace se surpasse
71. Vache de vaudou
72. Dîtes-le avec des fleurs **
73. Kid perd la boule
74. Le Retour de la momie
75. Pas de Roméo pour Carole
76. Pas vu à la télé
77. Carton rouge
78. Le barbecue des Paddle
79. La Ligne rouge
80. Le bricoleur scie toujours deux fois
81. Alerte Extra-Terrestre **
82. La télécommande en folie
83. Les chasseurs !
84. Surprise
85. Le trésor des Blorks
86. Sens dessus dessous **
87. Kid le devin
88. Kid ne joue plus
89. Paddle story
90. L'enfer est rose
91. Mariage, mode d'emploi
92. Les irradiés
93. Objection !
94. Le floutch
95. Tous des stars
96. Peur à l'antenne
97. Double virus
98. Le chant des sirènes **
99. Radar a disparu
100. Tronchard sauvé des eaux
101. Le retour des zombies
102. Le jour J
103. Kid ne prend pas garde